# Secret Maryo Chronicles
 (octobre 2019).
Si vous disposez d'ouvrages ou d'articles de référence ou si vous connaissez des sites web de qualité traitant du thème abordé ici, merci de compléter l'article en donnant les références utiles à sa vérifiabilité et en les liant à la section « Notes et références ».
Secret Maryo Chronicles (aussi désigné par l'abréviation SMC) est un jeu de plate-forme libre sous licence GNU GPL en version 3. C'est un clone de Super Mario Bros., développé en C++ et utilisant la technologie OpenGL. Il existe en versions Windows et GNU/Linux.
Le jeu n'est plus développé et a été repris par d'autres développeurs sous le titre de The Secret Chronicles of Dr. M.